# 1098
1098 (MXCVIII) je bilo navadno leto, ki se je po julijanskem koledarju začelo na petek.

## Dogodki

### Prva križarska vojna(1095-99): od Antiohije in naprej proti Jeruzalemu

#### - Edesa
- Baldvin Boulonjski, ki se je s svojimi vitezi od glavnine križarske vojske odcepil oktobra prejšnjega leta, osvoji trdnjavo Turbesel zahodno od Evfrata. Politično zavezništvo mu ponudi krščanski guverner mesta Edesa Toros.↓
- → Torosovo ponudbo o zavezništvu Baldvin sprejeme, Baldvina posinovi in prograsi za naslednika, s tem pa si Baldvin pridobi legitimno pravico do vodenja Edese.↓
- 1. marec → Armenski podložniki do smrti linčajo Torosa s soprogo. Baldvin  ustanovi prvo križarsko državno tvorbo Grofijo Edeso.

#### - Antiohija
- Medtem ko se Baldvin Boulonjski utrdi v Edesi, križarska glavnina z velikimi težavami oblega Antiohijo.
- Občasna pomoč Baldvina, pomoč lokalnih kristjanov in kakšna priložnostna pošiljka po morju so za oblegovalce veliko premalo. Križarski tabor zajame huda lakota, število konj se drastično zmanjša.↓
- 9. februar → Križarji porazijo vojsko iz Alepa, ki ji poveljuje guverner Ridvan, sicer sin damaščanskega sultana Tutuša I.
- 4. marec - Pred Antiohijo prispe flota angleških okrepitev z materialom za obleganje, ki so ga prispevali Bizantinci. Vodil naj bi jo nekronani anglosaksonski kralj Edgar Atheling. Mestna posadka opremo za obleganje z izpadom uniči.
- april - Križarji zavrnejo diplomatsko ponudbo Fatimidov o sodelovanju.
- maj - Bohemond odkrije šibko točko v obrambi mesta in sicer v poveljniku armenskega rodu Firuzu, ki poveljuje enemu od obrambnih stolpov.
- 3. junij - Križarji po Bohemondovem načrtu s pomočjo izdajalca Firuza zasedejo celotno mesto Antiohijo razen citadele. Večino prebivalstva v mestu pokoljejo ne glede na versko pripadnost in stan.
- 5. junij - Tri dni po padcu Antiohije prispe pred obzidje vojska mosulskega atabega Kerboge. Bivši oblegovalci postanejo zdaj sami oblegani, zaloge hrane so ponovno pičle, morala tudi. Kerboga poskuša v naslednjih dneh večkrat prebiti obrambo.
- 10. junij-15. junij - Sicer nepomemben menih Peter Bartolomej dobi vizijo in v eni od antiohijskih cerkva "odkrije" Sveto sulico.  Morala križarjev se skokovito dvigne.
- 28. junij - Križarji pred Antiohijo odločujoče porazijo številčnejšo vojsko mosulskega atabega Kerboge. Razlog za poraz Kerboge gre iskati v nesoglasjih med njim in njegovimi generali. Po porazu se preda še citadela v Antiohiji.
- 1. avgust - V zavzeti Antiohiji izbruhne epidemija tifusa. Med številnimi žrtvami je papeški prelat Ademar Monteil.
- Razreši se spor med Rajmondom Touluškim in Bohemondom Tarantskim glede vodenja Antiohije. Rajmond, ki zagovarja fevdalno vez z Bizantinci, zaradi nevzdržnih razmer v mestu, ki mu ponovno grozi lakota, popusti. Bohemond postane vladar druge križarske državne tvorbe, Kneževine Antiohije.
- avgust - Fatimidi v Egiptu izkoristijo šibkost Seldžukov in zavzamejo Jeruzalem.
- jesen - Hugo Vermandoiški se po pooblastilu križarjev s spremstvom odpravi nazaj v Konstantinopel po pomoč, toda cesar Aleksej I. Komnen križarje zavrne.
- 12. december - Po mesecu dni obleganja križarji Rajmonda Touluškega zavzamejo mesto Marat an-Numan. Ker je med križarji prisotna huda lahkota, se zatečejo h kanibalizmu nad premaganci. 1099 ↔

### Ostalo
- S Seldžuki v defenzivi Bizantinci ponovno zavzamejo maloazijska obalna mesta Efez, Sarde in Smirno.
- Ustanovljen verski red cisterijancev.
- Bitka v prelivu Anglesey - bitka za nadzor valižanskega otoka Anglesey med Angleži in Norvežani. Zmagajo Norvežani, ki jih vodi kralj Magnus Bosonogi. Norveška zmaga, s katero si Norvežani zagotovijo še nadaljnjo prevlado nad večino britanske obale, podaljša obstoj valižanskega žepnega kraljestva Gwynedd.

## Rojstva
- 16. september - Hildegarda iz Bingna, nemška opatinja, učenjakinja, pisateljica, skladateljica († 1179)

Neznan datum
- Arnold II. Weidški, kölnski nadškof, nemški kancler († 1156)
- Henrik Bloiški, škof Winchesterja, arhitekt († 1171)
- Konrad I., mejni grof Meissena, itd. († 1157)
- Pons Tripolitanski, grof  († 1137)

## Smrti
- 9. marec - Toros Edeški, knez Edese (* ni znano)
- 3. junij - Yaghi-Siyan, guverner Antiohije med prvo križarsko vojno
- 1. avgust - Ademar Monteilski, škof v Le Puy-en-Velayu in apostolski legat v prvi križarski vojni

Neznan datum
- Hugo iz Montgomeryja, anglonormanski plemič, 2. grof Shrewsbury